# Odd Eye Circle
Odd Eye Circle (en hangul, 오드 아이 써클; romanización revisada, Odeu Ai Sseokeul; estilizado como ODD EYE CIRCLE) es un trío femenino surcoreano compuesto por Kim Lip, Jinsoul y Choerry, y debutó el 21 de septiembre de 2017 con el EP Mix & Match.

## Historia

### Presentación de las integrantes previo al debut
Blockberry Creative reveló a Kim Lip como la primera integrante de Odd Eye Circle, quien debutó con el álbum Kim Lip y el sencillo «Eclipse» el 23 de mayo de 2017. La siguiente miembro, JinSoul, apareció en el video musical de la canción «Everyday I Need You» de ViVi y posteriormente se confirmó que sería la séptima integrante de Loona. Debutó con el álbum JinSoul y el sencillo «Singing in the Rain» el 26 de junio de 2017. Finalmente, se reveló que Choerry era la última integrante de Odd Eye Circle. Debutó con el álbum Choerry y el sencillo «Love Cherry Motion» el 28 de julio de 2017.

### 2017-2022: Debut conMix & Match
El 30 de agosto de 2017, Blockberry Creative publicó un clip titulado «Reveal» en el que se reveló que «Odd Eye Circle» era el nombre de la subunidad. El 17 de septiembre lanzó un adelanto del sencillo «Girl Front», del primer álbum del grupo. La subunidad debutó oficialmente el 21 de septiembre de 2017, con el lanzamiento del EP Mix & Match y del video musical de «Girl Front». Su primera participación en un programa de música en Corea del Sur fue en M Countdown, de Mnet. El 23 de septiembre de 2017, se publicó la versión en inglés de la canción «Loonatic», de Mix & Match, junto con un video musical.
El 31 de octubre, se lanzó una reedición del EP Mix & Match, titulada Max & Match. El álbum tenía dos canciones adicionales y un nuevo sencillo principal, «Sweet Crazy Love». También se publicó un video musical para «Sweet Crazy Love».

### 2023-presente: Cambio de empresa yVersion Up
El 13 de enero de 2023, se anunció que todas las integrantes de Odd Eye Circle terminaron sus contratos exclusivos con la compañía Blockberry Creative. El 17 de marzo, el trío, junto a su excompañera de Loona, Heejin, firmaron contratos con la agencia Modhaus. El 27 de marzo, se reportó que Modhaus había aplicado para registrar el nombre de marca «Odd Eye Circle». El 15 de abril, Modhaus presentó al grupo como parte de su proyecto ARTMS.
Modhaus publicó fotografías promocionales de cada integrante de Odd Eye Circle, como adelanto del álbum Version Up, desde el 15 hasta el 17 de junio. El 19 de junio,se anunció que el grupo lanzaría su nuevo álbum el 12 de julio. También se comunicó que el trío realizaría una gira en Europa en agosto. El 29 de junio, Modhaus confirmó que el título de su nuevo EP sería Version Up. El 5 de julio se reveló la lista de canciones de Version Up y que «Air Force One» sería el sencillo principal del disco. El 12 de julio, tras el lanzamiento del EP y del video musical de «Air Force One», Odd Eye Circle también realizó un evento en la sala de conciertos Yes24 Live Hall.

## Miembros
- Kim Lip (김립) – líder
- Jinsoul (진솔)
- Choerry (최리)

## Discografía

### EPs
| Año                                                                                    | Álbum | Posicionamiento en listas | Posicionamiento en listas | Ventas      |
| Año                                                                                    | Álbum | COR                       | EUA World                 | Ventas      |
| -------------------------------------------------------------------------------------- | --- | ------------------------- | ------------------------- | ----------- |
| 2017                                                                                   | Mix & Match - Lanzamiento: 21 de septiembre de 2017 - Discográfica: Blockberry Creative - Formatos: CD, descarga digital, streaming | 16                        | 10                        | - COR: 7869 |
| 2023                                                                                   | Version Up - Lanzamiento: 12 de julio de 2023 - Discográfica: Modhaus - Formatos: CD, descarga digital, streaming                   | 6                         |                           |             |
| «—» indica que el álbum no alcanzó posición alguna o no fue lanzado en ese territorio. | |                           |                           |             |

### Álbumes reeditados
| Año                                                                                    | Álbum | Posicionamiento en listas | Posicionamiento en listas |
| Año                                                                                    | Álbum | COR                       | EUA World                 |
| -------------------------------------------------------------------------------------- | --- | ------------------------- | ------------------------- |
| 2017                                                                                   | Max & Match - Lanzamiento: 31 de octubre de 2017 - Discográfica: Blockberry Creative - Formatos: CD, descarga digital, streaming | 7                         | 11                        |
| «—» indica que el álbum no alcanzó posición alguna o no fue lanzado en ese territorio. | |                           |                           |

### Sencillos
| Año                                                                                | Título                    | Posición más alta | Posición más alta | Posición más alta | Álbum       |
| Año                                                                                | Título                    | COR               | COR               | EUA World         | Álbum       |
| Año                                                                                | Título                    | Circle            | Songs             | EUA World         | Álbum       |
| ---------------------------------------------------------------------------------- | ------------------------- | ----------------- | ----------------- | ----------------- | ----------- |
| 2017                                                                               | «Girl Front»              | —                 | —                 | —                 | Mix & Match |
| 2017                                                                               | «Loonatic» (English ver.) | —                 | —                 | —                 | Mix & Match |
| 2017                                                                               | «Sweet Crazy Love»        | —                 | —                 | 15                | Max & Match |
| 2023                                                                               | «Air Force One»           | —                 | —                 | —                 | Version Up  |
| «—» indica que el sencillo no alcanzó posición alguna o no fue lanzado en el país. |                           |                   |                   |                   |             |